# Neil Thompson
 (octobre 2022).
Si vous disposez d'ouvrages ou d'articles de référence ou si vous connaissez des sites web de qualité traitant du thème abordé ici, merci de compléter l'article en donnant les références utiles à sa vérifiabilité et en les liant à la section « Notes et références ».
Pour les articles homonymes, voir Thompson.
Neil Thompson est un réalisateur, producteur et scénariste britannique.

## Biographie
Neil Thompson a un baccalauréat ès arts dans les domaines cinématographique et photographique, ainsi qu'un diplôme d'études scénaristiques à l'Université de Londres. À la fin de ses études, il réalise plus de cent-cinquante vidéo-clips avec AWGO Productions (basées à Londres et Los Angeles) pour notamment Inner City, Steve Hurley, Kim Wilde,  Stock Aitken Waterman, Maxi Priest, Joan Armatrading, Terry Hall, Marvin Gaye, James Brown, Del Amitri, Squeeze et M People. Il co-fonde ensuite la Shooting Stars Productions en 1996, entreprise qui devient plus tard l'une des plus prolifiques du marché. Il s'occupe également de la réalisation de concerts de George Benson, Prince, Del Amitri, Bananarama ou encore Runrig par exemple. Avant de travailler avec des compagnies de production dans la télévision telles que Planet 24, Diverse et Wall to Wall, il réalise aussi plus de cinquante spots publicitaires télévisés pour notamment Fujifilm, Chris Tarrant, Panasonic, Moby, Village People, Sky Sports et Emap. Il est élu membre du conseil de la Producers Alliance for Cinema and Television (PACT) pour quatre ans et préside la Directors Guild of Great Britain (DGGB) pendant cinq années. En 2008, il co-réalise The Club avec David Kew. 

## Filmographie

### Réalisateur
- 1992 : Runrig: Wheel in Motion (vidéo)
- 1997 : My Stigmata Hurts (court-métrage)
- 2001 : Taxi! (court-métrage)
- 2008 : The Club
- 2012 : Twenty8k

### Producteur
- 2008 : The Club
- 2012 : Twenty8k

### Scénariste
- 1997 : My Stigmata Hurts (court-métrage)
- 2001 : Taxi! (court-métrage)

## Récompenses et nominations
- 2008 : nomination au Hitchcock d'or pour The Club[2]
- 2008 : nomination au Hitchcock d'argent pour The Club[2]